# اسماعیلیه نیشابور
اسماعیلیهٔ نیشابور به پیروان شاخهٔ اسماعیلیه در شهرستان نیشابور گفته می‌شود که تنها اقلیت شناخته‌شدهٔ شیعهٔ غیر دوازده امامی در نیشابور امروزین هستند.

نیشابور از اواخر سدهٔ سوم هجری قمری (آغاز ۲۷۷ ه‍.ق/۹۰۳–۹۱۳ م.) مرکز دعوت اسماعیلیه در خراسان بوده‌است. مهمترین شاخهٔ فعال این گروه در نیشابور نزاریه و مهمترین مرکز آنان دیزباد علیا است. مشهورترین دانشمند نیشابوری اسماعیلی مذهب نیز احمد بن ابراهیم نیشابوری است. همچنین نیشابور مرکز نشأت فرقهٔ قرمطیان بوده که مشهورترین شخص این فرقه در نیشابور حسنک وزیر است.

## پیشینه
پیشینهٔ فعالیت اسماعیلیان در نیشابور، که مرکز خراسان به شمار می‌رفته است، به اواخر سدهٔ سوم هجری قمری بر می‌گردد. در این دوره نیشابور مهم‌ترین مرکز فعالیت اسماعیلیان در ایران و خراسان بوده‌است. داعیان اسماعیلی در نیشابور لزوماً اهالی نیشابور نبوده‌اند. بیشتر مبلغان اسماعیلی در نیشابور سیاستمداران و افرادی بودند که به نیشابور می‌آمده‌اند. مشهورترین اینان ناصرخسرو است.
یکی از عناصر گسترش اسماعیلیه در نیشابور اقامت ناصر خسرو در این شهر و تبلیغات پنهانی او در گرایش بعضی از مردم نیشابور به این آیین بوده‌است.
نخستین رهبر دعوت اسماعیلی در نیشابور ابوعبدالله خادم است، او از نیشابور نایب‌هایی به سایر شهرهای خراسان و فرارود اعزام می‌کرد.

## مراکز

### دیزباد
دیزباد روستایی است در دل کوه بینالود، در چهل کیلومتری راه مشهد به نیشابور که به دو بخش دیزباد علیا و سفلی تقسیم می‌شود.
دیزباد سفلی (دیزباد پایین) در منطقه‌ای هموار و بیابانی قرار دارد و مردم آن شیعهٔ دوازد امامی هستند که به کشاورزی و دامداری مشغولند. اما دیزباد علیا (دیزباد بالا) روستایی کوهستانی است که هنوز در آن شیعیان اسماعیلیه زندگی می‌کنند.
دیزباد علیا به سه قسمت پایین ده و میان ده و بالا ده تقسیم شده‌است. ساکنان دیزباد ترکیبی هستند از شیعیان دوازده امامی و اسماعیلی که در کنار هم زندگی می‌کنند. البته همیشه این گونه نبوده و در برهه‌هایی از تاریخ، و در همین گذشته نه چندان دور، اسماعیلی‌ها مورد آزار بسیار بوده‌اند.
تاریخ نیشابور نشان می‌دهد که بسیاری از اسماعیلیان قرن‌ها در کنار کوه بینالود و در بلندی‌های آن در دیزباد نیشابور زیسته‌اند. در نیشابور اختلاف مذاهب نتوانسته باعث تفرقه و نزاع میان مردم آنجا شود نمودهایی از زندگی اسماعیلیان امروزه در دیزباد دیده می‌شود.
در کنار بسیاری از شاعران اهل نیشابور، دو شاعر نامی اسماعیلیه نیز از دیزباد برخاسته‌اند: محمد فدایی خراسانی و امامقلی خاکی خراسانی که مقبرهٔ هر دو آن‌ها در دیزباد است.